# Trimeresurus purpureomaculatus
Trimeresurus purpureomaculatus là một loài rắn trong họ Rắn lục. Loài này được Gray mô tả khoa học đầu tiên năm 1832.

## Hình ảnh

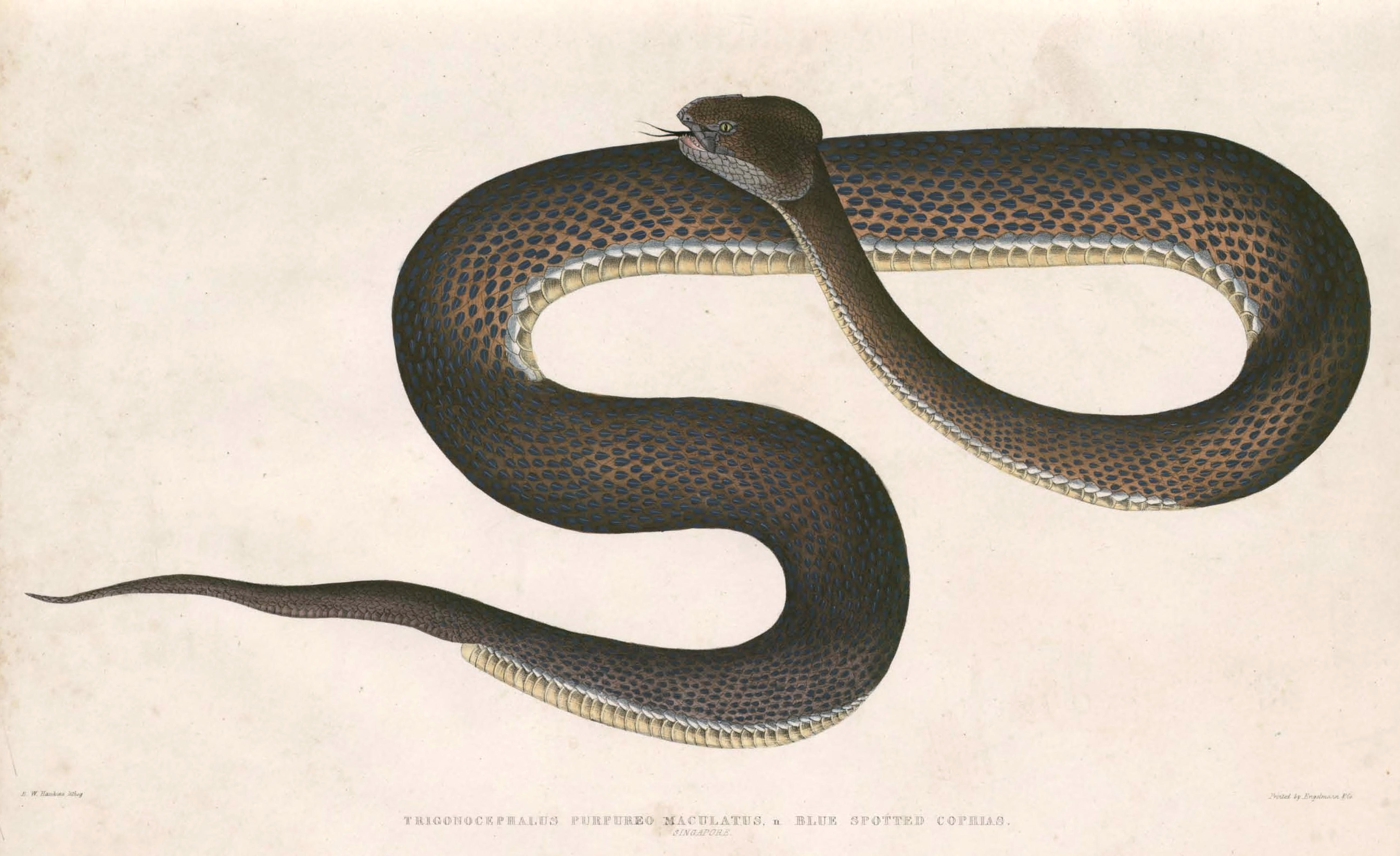
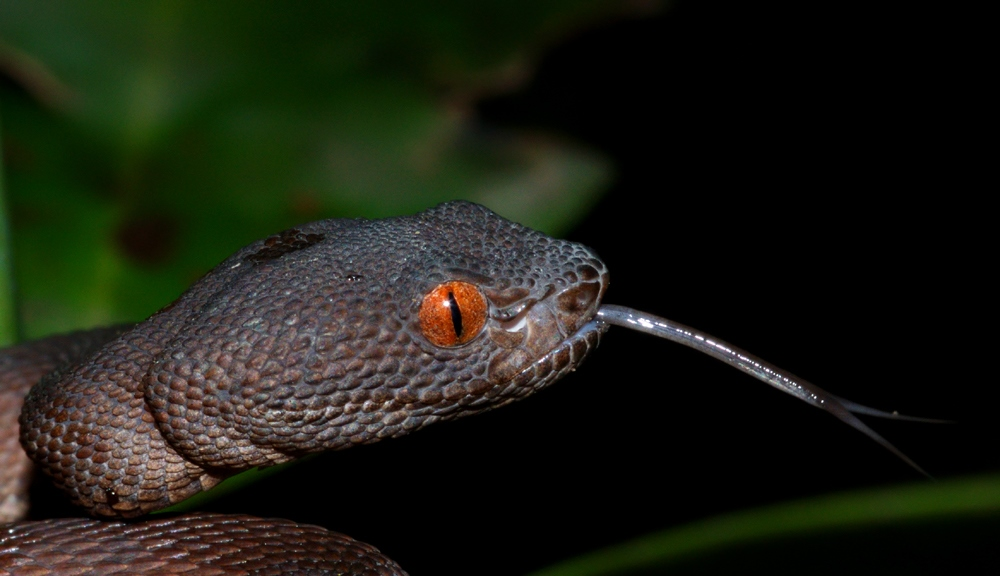
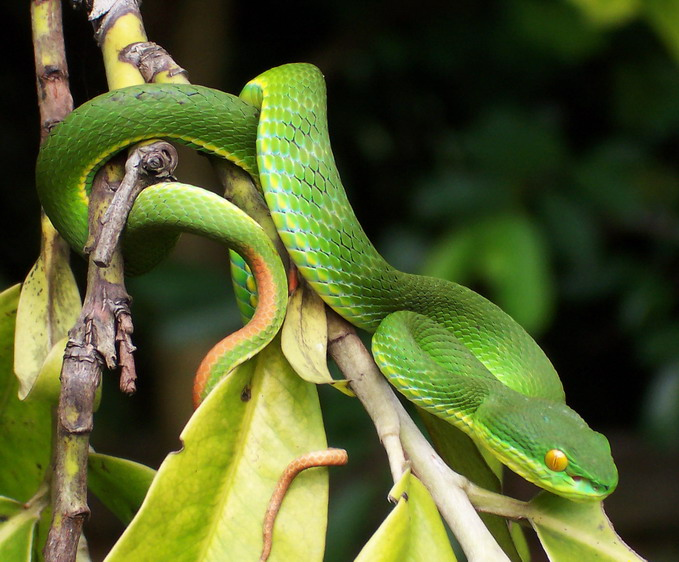